# Municipio de Fort Ransom
El municipio de Fort Ransom (en inglés, Fort Ransom Township) es un municipio del condado de Ransom, Dakota del Norte, Estados Unidos. Tiene una población estimada, a mediados de 2022, de 85 habitantes.
Abarca una zona exclusivamente rural.

## Geografía
Está ubicado en las coordenadas 46°29′50″N 97°56′50″O / 46.49722, -97.94722 (46.497194, -97.947226). Según la Oficina del Censo, tiene una superficie total de 91.88 km², de los cuales 91.82 km² corresponden a tierra firme y 0.06 km² están cubiertos de agua.

## Demografía
Según el censo de 2020, en ese momento había 65 personas residiendo en la zona. La densidad de población era de 0.71 hab./km². El 98.46 % de los habitantes eran blancos y el 1.54 % eran de una mezcla de razas. No había hispanos o latinos viviendo en la región.